# Гавури, Роже
Роже Гавури (фр. Roger Gavoury; 7 апреля 1911, Мелло — 31 мая 1961, Алжир) — французский полицейский, в 1960—1961 годах — комиссар французской полиции в Алжире. Убит террористами из группировки ОАС.

## Биография
Роже Гавури родился 7 апреля 1911 года в коммуне Мелло (фр. Mello) округа Санлис департамента Уаза региона Пикардия.
Полицейскую карьеру он начал в Азбруке в 1936 году. Занимал ряд должностей во французской полиции. В 1956—1959 годах Гавури служил в полиции Касабланки, в те годы —  Французский протекторат Марокко. В 1960 году он был переведён во Французский Алжир и назначен комиссаром местной полиции.
14 апреля 1961 года, во время так называемого «путча генералов», квартира Гавури подверглась артиллерийской атаке, но в это время Гавури отсутствовал в своём семейном доме в Шарлевиль-Мезьер. Узнав о путче, Гавури возвратился в город Алжир.
31 мая 1961 года Гавури был заколот двумя террористами из так называемой «Секретной армейской организации» (ОАС) — Клодом Пиегцем и Альбером Довекаром, действовавшими под руководством главаря боевой организации ОАС Роже Дегельдра. Убийство произошло спустя восемь дней после начала расследования террористической деятельности ОАС. Вскоре Пиегц, Довекар и Дегельдр были арестованы. 30 марта 1962 года в Париже военный трибунал приговорил Пиегца и Довекара к высшей мере наказания — смертной казни через расстрел. Вскоре такое же наказание получил и Дегельдр. Приговоры были приведены в исполнение 6 и 7 июня 1962 года.

## Награды
- Кавалер ордена Почётного легиона, 4 августа 1961 года, посмертно
- Крест Воинской доблести с серебряной звездой, 21 апреля 1961 года
- Почётная медаль Национальной полиции, 29 июня 1961 года, посмертно
- Погибший за Францию, 17 ноября 1961 года, посмертно